# Osso oráculo
Ossos oráculo (chinês tradicional: 甲骨, pinyin: jiǎgǔ) são pedaços de escápula de boi e plastrão de tartaruga, que foram usados para piromancia – uma forma de adivinhação – na China antiga, principalmente durante o final da dinastia Shang. Escapulimancia é o termo específico se escápulas de boi forem usadas para adivinhação, plastromancia se forem usados plastrões de tartaruga. Uma contagem recente estimou que havia cerca de 13 mil ossos com um total de pouco mais de 130 mil inscrições em coleções na China e em cerca de quatorze outros países.

## Escavações oficiais
Na época do estabelecimento do Instituto de História e Filologia chefiado por Fu Sinian na Academia Sinica em 1928, a origem dos ossos do oráculo remontava à moderna vila de Xiǎotún (小屯村) em Anyang, na província de Henan. Escavações arqueológicas oficiais em 1928-1937 lideradas por Li Ji, o pai da arqueologia chinesa, descobriram 20.000 peças de ossos oráculo, que agora constituem a maior parte da coleção da Academia Sinica em Taiwan e constituem cerca de 1/5 do total descoberto. Quando decifradas, as inscrições nos ossos oráculo revelaram-se registros das adivinhações realizadas para ou pela família real.

## Publicação
As inscrições em ossos oráculo foram publicadas à medida que eram descobertas, em fascículos. Posteriormente, muitas coleções de inscrições também foram publicadas. A seguir estão as principais coleções.
- chinês: 殷墟文字甲編, pinyin: Yinxu wenzi jiabian
- chinês: 殷墟文字乙編, pinyin: Yinxu wenzi yibian
- chinês: 殷墟文字丙編, pinyin: Yinxu wenzi bingbian
- chinês: 殷虛書契前編, pinyin: Yin xu shu qi qian bian
- chinês: 集殷虛文字楹帖彙編, pinyin: Ji Yin xu wen zi ying tie hui bian
- chinês: 殷墟萃編, pinyin: Yinxu cuibian
- chinês: 后上, pinyin: Houshang
- chinês: 后下, pinyin: Houxia
- chinês: 粹編, pinyin: Cuibian
- chinês: 殷虛書契續編, pinyin: yīn xū shū qì xù biān
- chinês: 亀甲, pinyin: Kikkō
- chinês: 殷契摭佚續編, pinyin: Yinqizhiyi xubian
- chinês: 殷契遺珠, pinyin: Yinqi yizhu
- chinês: 京都大學人文科学研究所蔵甲骨文字, pinyin: Kyōto daigaku jimbunkagaku kenkyūshozō kōkotsumoji
- chinês: 殷契佚存, pinyin: Yiqi yicun
- chinês: 甲骨綴合編, pinyin: Jiagu zhuihebian
- chinês: 鐵雲藏龜拾遺, pinyin: Tieyun canggui shiyi
- chinês: 戰後京津新獲甲骨集, pinyin: Zhanhou Jingjin xinhuo jiaguji (1954)
- chinês: 殷墟文字存真, pinyin: Yinxu wenzi cunzhen
- chinês: 戰後寧滬新獲甲骨集, pinyin: Zhanhou Ninghu xinhuo jiaguji (1951)